# Episodi di Radio Active (terza stagione)
La terza stagione della serie televisiva Radio Active è stata trasmessa in anteprima in Canada dalla YTV tra il 9 settembre 2000 e il 17 marzo 2001.
| nº | Titolo originale                | Titolo italiano | Prima TV Canada   | Prima TV Italia |
| -- | ------------------------------- | --------------- | ----------------- | --------------- |
| 1  | The Wrong Man, the Right Rodent |                 | 9 settembre 2000  |                 |
| 2  | It's a Mad, Mad, Mad Station    |                 | 16 settembre 2000 |                 |
| 3  | Cyrano de Internet              |                 | 23 settembre 2000 |                 |
| 4  | They Call Me Uncle Tibby        |                 | 30 settembre 2000 |                 |
| 5  | Lou Ann, the Fan                |                 | 7 ottobre 2000    |                 |
| 6  | Verse Versus Reverse            |                 | 14 ottobre 2000   |                 |
| 7  | Death of a Nozzle Salesman      |                 | 21 ottobre 2000   |                 |
| 8  | Cyber Boy                       |                 | 28 ottobre 2000   |                 |
| 9  | The Model                       |                 | 4 novembre 2000   |                 |
| 10 | Bully for You                   |                 | 11 novembre 2000  |                 |
| 11 | Rogercus                        |                 | 18 novembre 2000  |                 |
| 12 | Dead Comic's Society            |                 | 25 novembre 2000  |                 |
| 13 | A Christmas Atoll               |                 | 2 dicembre 2000   |                 |
| 14 | Identity Crisis                 |                 | 9 dicembre 2000   |                 |
| 15 | Bad Aptitude                    |                 | 16 dicembre 2000  |                 |
| 16 | Lou Ann's Return                |                 | 6 gennaio 2001    |                 |
| 17 | Paramedic Paramour              |                 | 13 gennaio 2001   |                 |
| 18 | The Ratings War                 |                 | 20 gennaio 2001   |                 |
| 19 | The Wendy Gwendolyn Conundrum   |                 | 27 gennaio 2001   |                 |
| 20 | Meat Versus Potatoes            |                 | 3 febbraio 2001   |                 |
| 21 | Eye to Eye, Pupil to Pupil      |                 | 10 febbraio 2001  |                 |
| 22 | Commercial Chaos                |                 | 17 febbraio 2001  |                 |
| 23 | No Trouble Atoll                |                 | 24 febbraio 2001  |                 |
| 24 | Culture Shock                   |                 | 3 marzo 2001      |                 |
| 25 | Role Reversal                   |                 | 10 marzo 2001     |                 |
| 26 | For Whom the Bell Curve Tolls   |                 | 17 marzo 2001     |                 |